# Santa Cruz Barillas
Santa Cruz Barillas é uma cidade da Guatemala do departamento de Huehuetenango.